# Franz Naegele

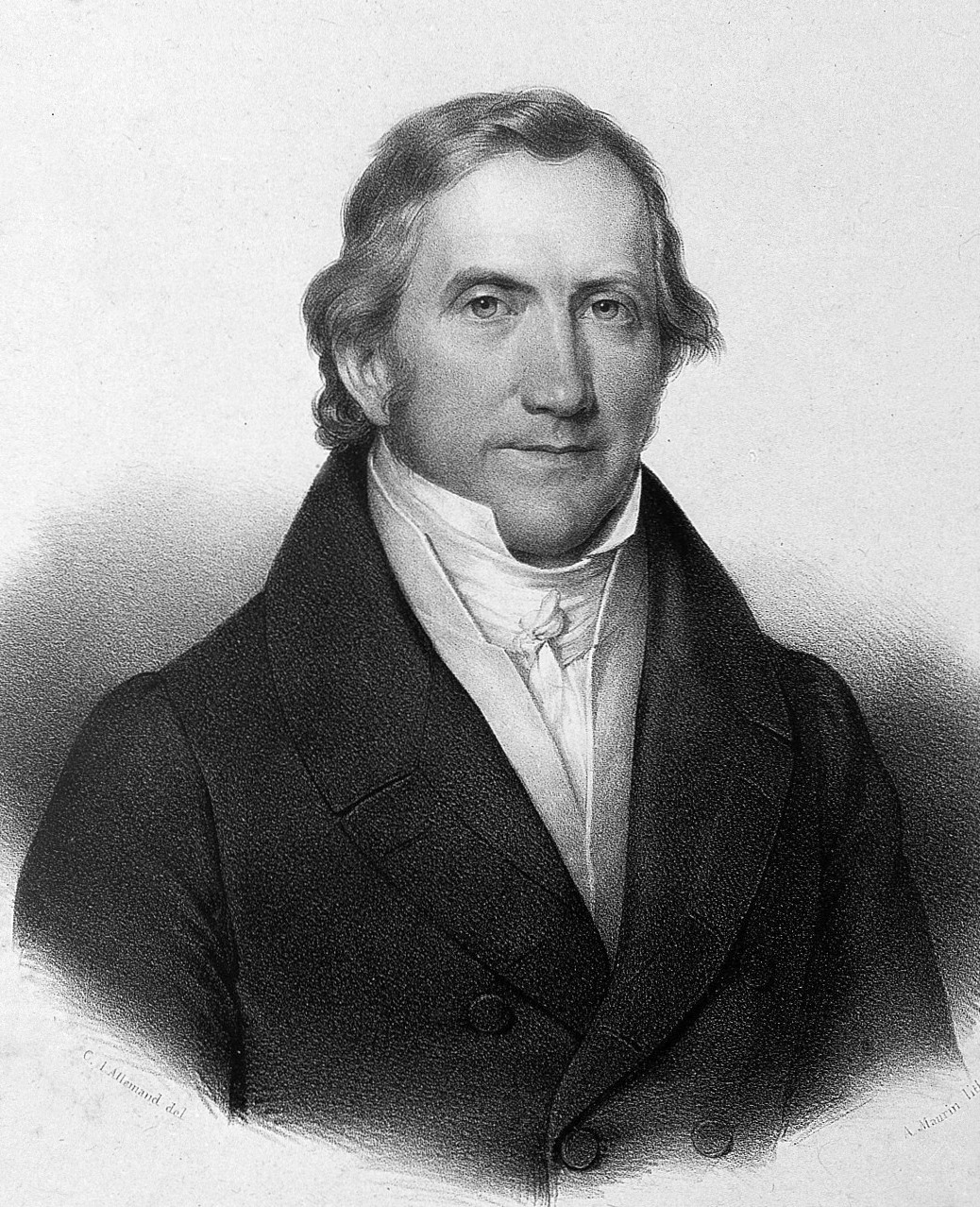
Franz Naegele.

Franz Karl Naegele (Nägele), född den 12 juli 1778 i Düsseldorf, död den 21 januari 1851 i Heidelberg, var en tysk läkare. Han var far till Hermann Franz Joseph Naegele.
Naegele blev 1807 extra ordinarie och 1810 ordinarie professor i obstetrik vid Heidelbergs universitet. Han var en av sin tids främsta obstetriker i Tyskland och blev berömd främst för sina skrifter om bland annat bäckenläran och förlossningsmekanismen.